# Ventrikelstelsel
Het ventrikelstelsel of ventrikelsysteem van de menselijke hersenen bestaat uit de beide zijventrikels, de derde ventrikel en de vierde ventrikel. Dit zijn onderling verbonden holtes die zich in de hersenen bevinden.
Het hersenvocht bevindt zich in deze ventrikels. Dit hersenvocht wordt gevormd in de plexus choroideus, die in alle ventrikels aanwezig is en het lijkt qua samenstelling op bloedplasma, maar bevat alleen meer H+. Het hersenvocht wordt afgevoerd via het vierde ventrikel naar de subarachnoïdale ruimte, cavum hyparachnoidicum, dat is de ruimte onder het spinnenwebvlies, arachnoidea, waar het wordt opgenomen, of geresorbeerd, door de granulationes arachnoideae. Deze speciale soort villi, uitsteeksels, komen voor in de sinus durae matris, de ader in de hersenen. 
Het ventrikelstelsel ontwikkelt zich tijdens de foetale periode vanuit de neurale buis.

## Animaties

De vier ventrikels in de menselijke hersenen en hun verbindingen ■ zijventrikels■ foramina interventricularia■ derde ventrikel■ aquaduct van Sylvius■ vierde ventrikel■ sluit aan op het centrale kanaal De openingen naar de subarachnoïdale ruimte, de ruimte onder het spinnenwebvlies, zijn niet zichtbaar.
Ventrikelstelsel in de menselijke hersenen ■ zijventrikels■ derde en vierde ventrikel, derde boven, vierde onder
■ Ventrikelstelsel